# Moet
Mouhet és un municipi francès, situat al departament de l'Indre i a la regió de Centre – Vall del Loira. L'any 2007 tenia 504 habitants.

## Demografia

### Població
El 2007 la població de fet de Mouhet era de 504 persones. Hi havia 232 famílies, de les quals 76 eren unipersonals (36 homes vivint sols i 40 dones vivint soles), 88 parelles sense fills, 44 parelles amb fills i 24 famílies monoparentals amb fills.
La població ha evolucionat segons el següent gràfic:
Habitants censats

### Habitatges
El 2007 hi havia 362 habitatges, 233 eren l'habitatge principal de la família, 99 eren segones residències i 30 estaven desocupats. 349 eren cases i 9 eren apartaments. Dels 233 habitatges principals, 198 estaven ocupats pels seus propietaris, 34 estaven llogats i ocupats pels llogaters i 1 estava cedit a títol gratuït; 14 tenien dues cambres, 53 en tenien tres, 71 en tenien quatre i 95 en tenien cinc o més. 171 habitatges disposaven pel capbaix d'una plaça de pàrquing. A 103 habitatges hi havia un automòbil i a 97 n'hi havia dos o més.

### Piràmide de població
La piràmide de població per edats i sexe el 2009 era:
| Homes | Edats   | Dones |
| ----- | ------- | ----- |
| 0     | 95 o +  | 8     |
| 4     | 90 a 94 | 0     |
| 12    | 85 a 89 | 4     |
| 8     | 80 a 84 | 0     |
| 28    | 75 a 79 | 32    |
| 16    | 70 a 74 | 20    |
| 24    | 65 a 69 | 24    |
| 12    | 60 a 64 | 28    |
| 24    | 55 a 59 | 20    |
| 16    | 50 a 54 | 4     |
| 28    | 45 a 49 | 16    |
| 12    | 40 a 44 | 12    |
| 12    | 35 a 39 | 4     |
| 8     | 30 a 34 | 24    |
| 4     | 25 a 29 | 0     |
| 12    | 20 a 24 | 4     |
| 4     | 15 a 19 | 0     |
| 4     | 10 a 14 | 8     |
| 12    | 5 a 9   | 8     |
| 8     | 0 a 4   | 4     |

## Economia
El 2007 la població en edat de treballar era de 273 persones, 169 eren actives i 104 eren inactives. De les 169 persones actives 150 estaven ocupades (86 homes i 64 dones) i 19 estaven aturades (9 homes i 10 dones). De les 104 persones inactives 54 estaven jubilades, 17 estaven estudiant i 33 estaven classificades com a «altres inactius».

### Ingressos
El 2009 a Mouhet hi havia 223 unitats fiscals que integraven 470,5 persones, la mediana anual d'ingressos fiscals per persona era de 13.062 €.

### Activitats econòmiques
Dels 15 establiments que hi havia el 2007, 1 era d'una empresa alimentària, 7 d'empreses de construcció, 1 d'una empresa de comerç i reparació d'automòbils, 3 d'empreses de transport, 1 d'una empresa d'hostatgeria i restauració, 1 d'una empresa d'informació i comunicació i 1 d'una empresa de serveis.
Dels 7 establiments de servei als particulars que hi havia el 2009, 1 era una oficina de correu, 1 taller de reparació d'automòbils i de material agrícola, 2 paletes, 1 electricista, 1 veterinari i 1 restaurant.
L'únic establiment comercial que hi havia el 2009 era una fleca.
L'any 2000 a Mouhet hi havia 39 explotacions agrícoles que ocupaven un total de 1.752 hectàrees.

## Equipaments sanitaris i escolars
El 2009 hi havia una escola elemental integrada dins d'un grup escolar amb les comunes properes formant una escola dispersa.

## Poblacions més properes
El següent diagrama mostra les poblacions més properes.